# Fola Francis
Fola Francis (18 mars 1994 - 20 décembre 2023) est une styliste et activiste LGBTQIA+ nigériane.

## Carrière et activisme
Francis lance sa marque, Fola Francis, en 2018 comme moyen de faire face au traumatisme d'avoir été victime de kito (en), une forme de chantage à l'outing. Auparavant, elle travaillait comme blogueuse et productrice de télévision dans l’industrie du divertissement nigériane. En 2021, elle sort une collection intitulée « Rich Aunty Vibes ».
En 2022, elle est la première mannequin trans à défiler sur le podium de la Fashion Week de Lagos pour Cute-Saint et Fruché. Ses débuts sur le podium fait des vagues et l'équipe de la Fashion Week de Lagos décide alors de ne publier aucune de ses photos,.

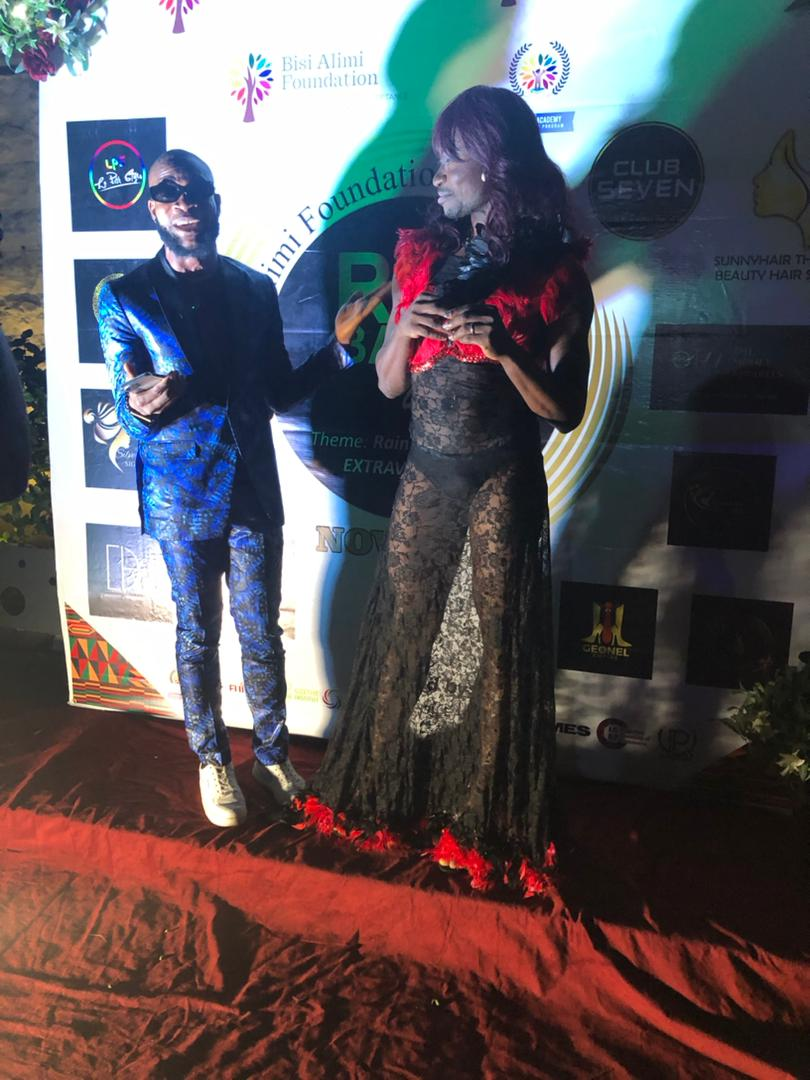
Un évènement de la scène ballroom nigériane, que Fola Francis a marquée en organisant une série de bals à Lagos.

Fola Francis s'exprime souvent sur les questions trans et non binaires au Nigeria, et sa voix est mise en avant par la BBC après l'introduction du projet de loi sur le travestissement dans le pays, qu'elle a qualifié d'effrayant et de dangereux. Elle participe activement à la culture ballroom nigériane en tant qu'organisatrice et reine-mère de la communauté de Lagos, cherchant à susciter un sentiment de sécurité, de communauté et de représentation positive,. Ses protégés la surnomment The Fola Francis.
En 2023, Fola Francis apparaît dans son premier rôle d'actrice dans 14 Years And A Day, un film LGBTQ+ d'Uyaiedu Ikpe-Etim et Ayo Lawson. Elle documente son parcours en tant que femme trans sur TikTok et reste connue pour ses vidéos de sa série une journée dans la vie d'une femme trans vivant au Nigéria.
Fola Francis participe à plusieurs panels LGBTQ+, travaille en indépendante avec plusieurs ONG et organisations queer et lance « Dolls Activities », une initiative trans,.
Le 20 décembre 2023, Fola Francis meurt noyée lors d'une visite sur une plage de Lagos, au Nigéria,. Un bal est organisé en sa mémoire.